# Mickey Levy
Mickey Levy (hebrejsky מיקי לוי, Miki Levy, narozen 1951) je izraelský politik a bývalý policejní důstojník, poslanec Knesetu za stranu Ješ atid. V letech 2013 až 2014 působil ve funkci náměstka ministra financí v třetí Netanjahuově vládě.

## Biografie
Dlouhodobě působil v řadách Izraelské policie. V době druhé intifády v letech 2000–2003 sloužil jako náčelník policie v Jeruzalémě. Pak odešel z aktivní služby a byl policejním ataše ve Washingtonu. Pracoval rovněž jako bezpečnostní konzutant v Rusku a Brazílii. V roce 2008 byl také jmenován manažerem dopravní společnosti Egged.
Ve volbách v roce 2013 byl zvolen do Knesetu za stranu Ješ atid. Následně byl jmenován náměstkem ministra financí ve třetí Netanjahuově vládě. Poslanecký mandát obhájil ve volbách v roce 2015.